# ساري درق
ساري درق هي قرية في مقاطعة كليبر، إيران. عدد سكان هذه القرية هو 124 في سنة 2006.